# کلمنتاین (ترانه هالزی)
«کلمنتاین» (به انگلیسی: Clementine) ترانه‌ای از خوانندهٔ آمریکایی هالزی می‌باشد که در ۲۹ سپتامبر سال ۲۰۱۹ در روز تولد بیست و پنج سالگی او از سوی کپیتال رکوردز به‌عنوان نخستین تک‌آهنگ تبلیغاتی از سومین آلبوم استودیویی وی تحت عنوان منیک (۲۰۲۰) منتشر گردید.